# Triumph Fury
La Triumph Fury è un prototipo prodotto dalla casa automobilistica britannica Triumph Motor Company nel 1964.

## L'origine e il contesto
La Triumph Fury era il prototipo di una piccola spider a due porte e due posti della Standard-Triumph Company di Coventry. È stata la prima vettura sportiva con telaio monoscocca prodotta dalla Triumph. Il design della carrozzeria era opera dall'italiano Giovanni Michelotti e l'auto utilizzava componenti derivate dalla berlina 2000, incluso il motore a 6 cilindri in linea. La decisione della Triumph di non sviluppare l'auto è stata in parte dovuta alla non convinzione della dirigenza di investire in nuove linee di produzione e attrezzature necessarie per fabbricare il modello, scegliendo di continuare con la produzione più semplice della carrozzeria separata dal telaio della serie di spider della famiglia Triumph TR. 
Il prototipo è ancora esistente ed è di proprietà di un'azienda di noleggio di auto d'epoca.